# Rhamphina pedemontana
Rhamphina pedemontana là một loài ruồi trong họ Tachinidae.